# Луда ноћ у музеју
Ноћ у музеју (енгл. Night at the Museum) америчка је авантуристичка комедија из 2006. године, заснована на истоименој књизи хрватског писца Милана Тренца. Прича прати разведеног оца који покушава да среди свој живот и однос са својим сином, ствари почињу да се компликују када добија посао ноћног чувара у музеју историје природе и открива да изложени артефакти у поноћ оживе. Филм је премијерно приказан 17. децембра 2006. године у Њујорку.

## Радња
Kада се добродушни сањар Лари Дејли (Бен Стилер) запосли као ноћни чувар у Музеју историје природних наука, убрзо открива да због древног проклетства сви експонати оживе након заласка сунца. Наједном, Лари се налази очи у очи са несташним скелетом тираносауруса рекса, сићушном римском војском, каубојима и несташним мајмуном који га задиркују до тачке пуцања. Али, уз помоћ председника Тедија Рузвелта (Робин Вилијамс), Лари ће можда открити начин да успостави контролу над хаосом и постане херој у очима свог сина.

## Улоге
| Глумац               | Улога             |
| -------------------- | ----------------- |
| Бен Стилер           | Лоренс Дејли      |
| Робин Вилијамс       | Теодор Рузвелт    |
| Дик ван Дајк         | Сесил Фредерикс   |
| Карла Гуџино         | Ребека Хатмен     |
| Мики Руни            | Гас               |
| Бил Кобс             | Реџиналд          |
| Џејк Чери            | Николас Дејли     |
| Рики Џервејс         | Лесли Мекфи       |
| Овен Вилсон          | Џедедаја Смит     |
| Патрик Галахер       | Атила Хунски      |
| Рами Малек           | фараон Ахменра    |
| Стив Куган           | Гај Октавије      |
| Пјерфранческо Фавино | Кристифор Колумбо |